# Mandalskameratene
Fotballklubben Mandalskameratene, también conocido simplemente como Mandalskameratene, es un club de fútbol noruego con sede en la ciudad de Mandal. El club fue fundado en 1912, originariamente bajo el nombre Aladin.

## Historia reciente
| Temporada | División    | Pos. | PL. | G  | E | P  | GF  | GC | P  | Copa                 |
| --------- | ----------- | ---- | --- | -- | - | -- | --- | -- | -- | -------------------- |
| 2003      | 1. Divisjon | 7    | 30  | 14 | 7 | 9  | 57  | 51 | 49 | 4ª ronda             |
| 2004      | 1. Divisjon | 5    | 30  | 13 | 6 | 11 | 51  | 55 | 45 | 4ª ronda             |
| 2005      | 1. Divisjon | 13   | 30  | 7  | 8 | 15 | 41  | 54 | 29 | 3ª ronda             |
| 2006      | 2. Divisjon | 1    | 26  | 20 | 3 | 3  | 75  | 24 | 63 | 4ª ronda             |
| 2007      | 1. Divisjon | 16   | 30  | 4  | 7 | 19 | 43  | 92 | 19 | 2ª ronda             |
| 2008      | 2. Divisjon | 4    | 26  | 12 | 3 | 11 | 60  | 46 | 39 | 2ª ronda             |
| 2009      | 2. Divisjon | 13   | 26  | 6  | 4 | 16 | 33  | 60 | 22 | 1ª ronda             |
| 2010      | 3. Divisjon | 1    | 26  | 26 | 0 | 0  | 106 | 17 | 78 | 2ª ronda             |
| 2011      | 2. Divisjon | 10   | 26  | 8  | 7 | 11 | 45  | 59 | 31 | 2ª ronda             |
| 2012      | 2. Divisjon | 13   | 26  | 6  | 6 | 14 | 44  | 74 | 24 | 1ª ronda             |
| 2013      | 3. Divisjon | 5    | 26  | 11 | 3 | 10 | 40  | 36 | 36 | 1st qualifying round |
| 2014      | 3. Divisjon | 9    | 26  | 9  | 5 | 12 | 51  | 46 | 32 | 1st qualifying round |
| 2015      | 3. Divisjon | 8    | 26  | 8  | 8 | 10 | 52  | 54 | 32 | 1st qualifying round |
| 2016      | 3. Divisjon | 8    | 24  | 11 | 1 | 12 | 50  | 50 | 34 | 2nd qualifying round |